# Historique du parcours européen du Lech Poznań
Cet article présente les différentes campagnes européennes réalisées par le Lech Poznań depuis sa première participation à la Coupe UEFA en 1978.

## Historique
Le premier match en Coupe d'Europe du Lech Poznań remonte au 13 septembre 1978 face au MSV Duisbourg (défaite 5-0 en 32e de finale de Coupe UEFA). Lors de ses participations suivantes, Poznań est rapidement et facilement éliminé, jusqu'à la saison 1988-1989 où il tient tête au grand FC Barcelone, au stade des huitièmes de finale, en Coupe d'Europe des vainqueurs de coupe. Après deux matches nuls 1–1, Poznań s'incline finalement 5–4 aux tirs au but, face à un adversaire qui quelques mois plus tard remporte la compétition.
Deux ans plus tard, Poznań passe pour la première fois le premier tour de la Coupe des clubs champions européens, éliminant le Panathinaïkos, champion de Grèce en titre, cinq buts à deux sur les deux manches. Il est finalement battu en huitièmes de finale par l'Olympique de Marseille, futur finaliste de l'épreuve.
Après plusieurs années de mauvais résultats, le Lech Poznań réalise son plus beau parcours européen lors de la saison 2008-2009, en Coupe UEFA. Après s'être qualifié facilement pour la phase de poules, il accède aux seizièmes de finale grâce à une victoire sur le terrain du Feyenoord Rotterdam lors de la dernière journée. En seizièmes, les Polonais affrontent l'Udinese Calcio. Au match aller, le Lech décroche le match nul dans le dernier quart d'heure, après avoir globalement maîtrisé la rencontre. Mais au match retour, alors qu'ils mènent à la pause, les joueurs polonais encaissent rapidement un but, puis un deuxième en fin de rencontre, et sortent de la compétition.
Éliminé au stade des play-offs la saison suivante, après une séance de tirs au but, le Lech s'illustre une nouvelle fois en C3 en 2011. En effet, il réussit à sortir du « groupe de la mort » composé de la Juventus, de Manchester City et du Red Bull Salzbourg après avoir notamment battu Manchester à domicile sur le score de 3–1 et tenu en échec par deux fois la Juve (3–3 et 1–1). En seizièmes de finale, Poznań tombe sur le club portugais du SC Braga, et après une courte victoire à domicile est éliminé au retour par le futur finaliste de la compétition.

### 2014-2015
Le Lech Poznań, en tant que champion de Pologne 2014-2015, commence son parcours européen au stade du deuxième tour de qualification pour la Ligue des champions 2015-2016 en affrontant les Bosniens du FK Sarajevo. Le 14 juillet, Lech Poznań s'impose en Bosnie-Herzégovine au match aller (2-0) avec les réalisations du Finlandais Kasper Hämäläinen à la quarantième minute ainsi que de l'Allemand Denis Thomalla à la 62e. Le 22 juillet, l'équipe polonaise s'impose au match retour (1-0) grâce à un but de l'Écossais Barry Douglas à la 6e minute. Les Polonais affrontent ensuite les Suisses du FC Bâle lors du troisième tour de qualification. Le 29 juillet, Lech Poznań s'incline dans son stade sur le score de 3 à 1. Le Polonais Szymon Pawłowski est le buteur pour le Lech à la 35e minute. Le 5 août lors du match retour, Lech Poznań encaisse un but lors de la toute dernière minute du match par la nouvelle recrue bâloise, l'Islandais Birkir Bjarnason. Ayant perdu 4 à 1 au cumul, le Lech Poznań se voit reversé en barrages de la Ligue Europa 2015-2016.
Le Lech Poznań se retrouve dans le groupe I de la phase de groupes avec le FC Bâle, l'AC Fiorentina et Belenenses et termine troisième du groupe avec cinq points.

## Résultats en compétitions européennes

### Légende du tableau
| Vainqueur de la compétition | Victoire ou qualification | Match nul | Défaite ou élimination |

### Résultats
Note : dans les résultats ci-dessous, le score du club est toujours donné en premier.
| Saison    | Compétition               | Tour                | Club                     | Domicile | Extérieur | Total             |
| --------- | ------------------------- | ------------------- | ------------------------ | -------- | --------- | ----------------- |
| 1978-1979 | Coupe UEFA                | Premier tour        | MSV Duisbourg            | 2 - 5    | 0 - 5     | 2 - 10            |
| 1982-1983 | Coupe des coupes          | Premier tour        | ÍB Vestmannaeyja         | 3 - 0    | 1 - 0     | 4 - 0             |
| 1982-1983 | Coupe des coupes          | Deuxième tour       | Aberdeen FC              | 0 - 1    | 0 - 2     | 0 - 3             |
| 1983-1984 | Coupe des clubs champions | Premier tour        | Athletic Bilbao          | 2 - 0    | 0 - 4     | 2 - 4             |
| 1984-1985 | Coupe des clubs champions | Premier tour        | Liverpool FC             | 0 - 1    | 0 - 4     | 0 - 5             |
| 1985-1986 | Coupe UEFA                | Premier tour        | Borussia Mönchengladbach | 0 - 2    | 1 - 1     | 1 - 3             |
| 1988-1989 | Coupe des coupes          | Premier tour        | Flamurtari Vlorë         | 1 - 0    | 3 - 2     | 4 - 2             |
| 1988-1989 | Coupe des coupes          | Deuxième tour       | FC Barcelone             | 1 - 1 ap | 1 - 1     | 2 - 2 (4 - 5 tab) |
| 1990-1991 | Coupe des clubs champions | Premier tour        | Panathinaïkos            | 3 - 0    | 2 - 1     | 5 - 1             |
| 1990-1991 | Coupe des clubs champions | Deuxième tour       | Olympique de Marseille   | 3 - 2    | 1 - 6     | 4 - 8             |
| 1992-1993 | Ligue des champions       | Premier tour        | Skonto Riga              | 2 - 0    | 0 - 0     | 2 - 0             |
| 1992-1993 | Ligue des champions       | Deuxième tour       | IFK Göteborg             | 0 - 3    | 0 - 1     | 0 - 4             |
| 1993-1994 | Ligue des champions       | Premier tour        | Beitar Jérusalem         | 3 - 0    | 4 - 2     | 7 - 2             |
| 1993-1994 | Ligue des champions       | Deuxième tour       | Spartak Moscou           | 1 - 5    | 1 - 2     | 2 - 7             |
| 1999-2000 | Coupe UEFA                | Tour préliminaire   | Liepājas Metalurgs       | 3 - 1    | 2 - 3     | 5 - 4             |
| 1999-2000 | Coupe UEFA                | Premier tour        | IFK Göteborg             | 1 - 2    | 0 - 0     | 1 - 2             |
| 2004-2005 | Coupe UEFA                | Deuxième tour Q     | Terek Grozny             | 0 - 1    | 0 - 1     | 0 - 2             |
| 2005      | Coupe Intertoto           | Premier tour        | FK Karvan                | 2 - 0    | 2 - 1     | 4 - 1             |
| 2005      | Coupe Intertoto           | Deuxième tour       | RC Lens                  | 0 - 1    | 1 - 2     | 1 - 3             |
| 2006      | Coupe Intertoto           | Deuxième tour       | FC Tiraspol              | 1 - 3    | 0 - 1     | 1 - 4             |
| 2008-2009 | Coupe UEFA                | Premier tour Q      | Khazar Lankaran          | 0 - 1    | 0 - 1     | 0 - 2             |
| 2008-2009 | Coupe UEFA                | Deuxième tour Q     | Grasshoppers Zurich      | 6 - 0    | 0 - 0     | 6 - 0             |
| 2008-2009 | Coupe UEFA                | Premier tour        | Austria Vienne           | 0 - 0    | 2 - 0     | 2 - 0             |
| 2008-2009 | Coupe UEFA                | Groupe H            | AS Nancy-Lorraine        | 2 - 2    | N/A       | Troisième         |
| 2008-2009 | Coupe UEFA                | Groupe H            | CSKA Moscou              | N/A      | 1 - 2     | Troisième         |
| 2008-2009 | Coupe UEFA                | Groupe H            | Deportivo La Corogne     | 1 - 1    | N/A       | Troisième         |
| 2008-2009 | Coupe UEFA                | Groupe H            | Feyenoord Rotterdam      | N/A      | 1 - 0     | Troisième         |
| 2008-2009 | Coupe UEFA                | Troisième tour      | Udinese Calcio           | 2 - 2    | 1 - 2     | 3 - 4             |
| 2009-2010 | Ligue Europa              | Troisième tour Q    | Fredrikstad FK           | 1 - 2    | 6 - 1     | 7 - 3             |
| 2009-2010 | Ligue Europa              | Barrages Q          | Club Bruges              | 1 - 0    | 0 - 1 ap  | 1 - 1 (3 - 4 tab) |
| 2010-2011 | Ligue des champions       | Deuxième tour Q     | Inter Bakou              | 0 - 1    | 1 - 0 ap  | 1 - 1 (9 - 8 tab) |
| 2010-2011 | Ligue des champions       | Troisième tour Q    | Sparta Prague            | 0 - 1    | 0 - 1     | 0 - 2             |
| 2010-2011 | Ligue Europa              | Barrages Q          | FK Dnipro                | 0 - 0    | 1 - 0     | 1 - 0             |
| 2010-2011 | Ligue Europa              | Groupe A            | Juventus FC              | 1 - 1    | 3 - 3     | Deuxième          |
| 2010-2011 | Ligue Europa              | Groupe A            | Red Bull Salzbourg       | 2 - 0    | 1 - 0     | Deuxième          |
| 2010-2011 | Ligue Europa              | Groupe A            | Manchester City          | 3 - 1    | 1 - 3     | Deuxième          |
| 2010-2011 | Ligue Europa              | Seizièmes de finale | Sporting Braga           | 1 - 0    | 0 - 2     | 1 - 2             |
| 2012-2013 | Ligue Europa              | Premier tour Q      | Jetyssou Taldykourgan    | 2 - 0    | 1 - 1     | 3 - 1             |
| 2012-2013 | Ligue Europa              | Deuxième tour Q     | Khazar Lankaran          | 1 - 0    | 1 - 1     | 2 - 1             |
| 2012-2013 | Ligue Europa              | Troisième tour Q    | AIK Solna                | 1 - 0    | 0 - 3     | 1 - 3             |
| 2013-2014 | Ligue Europa              | Deuxième tour Q     | FC Honka                 | 2 - 1    | 3 - 1     | 5 - 2             |
| 2013-2014 | Ligue Europa              | Troisième tour Q    | Žalgiris Vilnius         | 2 - 1    | 0 - 1     | 2 - 2E            |
| 2014-2015 | Ligue Europa              | Deuxième tour Q     | Nõmme Kalju              | 3 - 0    | 0 - 1     | 3 - 1             |
| 2014-2015 | Ligue Europa              | Troisième tour Q    | Stjarnan                 | 0 - 0    | 0 - 1     | 0 - 1             |
| 2015-2016 | Ligue des champions       | Deuxième tour Q     | FK Sarajevo              | 1 - 0    | 2 - 0     | 3 - 0             |
| 2015-2016 | Ligue des champions       | Troisième tour Q    | FC Bâle                  | 1 - 3    | 0 - 1     | 1 - 4             |
| 2015-2016 | Ligue Europa              | Barrages Q          | Videoton FC              | 0 - 0    | 1 - 0     | 1 - 0             |
| 2015-2016 | Ligue Europa              | Groupe I            | FC Bâle                  | 0 - 1    | 0 - 2     | Troisième         |
| 2015-2016 | Ligue Europa              | Groupe I            | AC Fiorentina            | 0 - 2    | 2 - 1     | Troisième         |
| 2015-2016 | Ligue Europa              | Groupe I            | CF Belenenses            | 0 - 0    | 0 - 0     | Troisième         |
| 2017-2018 | Ligue Europa              | Premier tour Q      | Pelister Bitola          | 4 - 0    | 3 - 0     | 7 - 0             |
| 2017-2018 | Ligue Europa              | Deuxième tour Q     | FK Haugesund             | 2 - 0    | 2 - 3     | 4 - 3             |
| 2017-2018 | Ligue Europa              | Troisième tour Q    | FC Utrecht               | 2 - 2    | 0 - 0     | 2 - 2E            |
| 2018-2019 | Ligue Europa              | Premier tour Q      | Gandzasar Kapan          | 2 - 0    | 1 - 2     | 3 - 2             |
| 2018-2019 | Ligue Europa              | Deuxième tour Q     | Chakhtior Salihorsk      | 3 - 1 ap | 1 - 1     | 4 - 2             |
| 2018-2019 | Ligue Europa              | Troisième tour Q    | KRC Genk                 | 1 - 2    | 0 - 2     | 1 - 4             |
| 2020-2021 | Ligue Europa              | Premier tour Q      | Valmiera FC              | 3 - 0    | N/A       | 3 - 0             |
| 2020-2021 | Ligue Europa              | Deuxième tour Q     | Hammarby IF              | N/A      | 3 - 0     | 3 - 0             |
| 2020-2021 | Ligue Europa              | Troisième tour Q    | Apollon Limassol         | N/A      | 5 - 0     | 5 - 0             |
| 2020-2021 | Ligue Europa              | Barrages Q          | Sporting Charleroi       | N/A      | 2 - 1     | 2 - 1             |
| 2020-2021 | Ligue Europa              | Groupe D            | Benfica Lisbonne         | 2 - 4    | 0 - 4     | Quatrième         |
| 2020-2021 | Ligue Europa              | Groupe D            | Standard de Liège        | 3 - 1    | 1 - 2     | Quatrième         |
| 2020-2021 | Ligue Europa              | Groupe D            | Rangers FC               | 0 - 2    | 0 - 1     | Quatrième         |
| 2022-2023 | Ligue des champions       | Premier tour Q      | Qarabağ FK               | 1 - 0    | 1 - 5     | 2 - 5             |
| 2022-2023 | Ligue Europa Conférence   | Deuxième tour Q     | Dinamo Batoumi           | 5 - 0    | 1 - 1     | 6 - 1             |
| 2022-2023 | Ligue Europa Conférence   | Troisième tour Q    | Víkingur Reykjavik       | 4 - 1    | 0 - 1     | 4 - 2             |
| 2022-2023 | Ligue Europa Conférence   | Barrages Q          | F91 Dudelange            | 2 - 0    | 1 - 1     | 3 - 1             |
| 2022-2023 | Ligue Europa Conférence   | Groupe C            | Villarreal CF            | 3 - 0    | 3 - 4     | Deuxième          |
| 2022-2023 | Ligue Europa Conférence   | Groupe C            | Hapoël Beer-Sheva        | 0 - 0    | 1 - 1     | Deuxième          |
| 2022-2023 | Ligue Europa Conférence   | Groupe C            | Austria Vienne           | 4 - 1    | 1 - 1     | Deuxième          |
| 2022-2023 | Ligue Europa Conférence   | Barrages            | FK Bodø/Glimt            | 1 - 0    | 0 - 0     | 1 - 0             |
| 2022-2023 | Ligue Europa Conférence   | Huitièmes de finale | Djurgårdens IF           | 2 - 0    | 3 - 0     | 5 - 0             |
| 2022-2023 | Ligue Europa Conférence   | Quarts de finale    | ACF Fiorentina           | 1 - 4    | 3 - 2     | 4 - 6             |
| 2023-2024 | Ligue Europa Conférence   | Deuxième tour Q     | Kauno Žalgiris           | 3 - 1    | 2 - 1     | 5 - 2             |
| 2023-2024 | Ligue Europa Conférence   | Troisième tour Q    | Spartak Trnava           | 2 - 1    | 1 - 3     | 3 - 4             |
| 2025-2026 | Ligue des champions       | Deuxième tour Q     | Breiðablik               | 7 - 1    | 1 - 0     | 8 - 1             |
| 2025-2026 | Ligue des champions       | Troisième tour Q    | Étoile rouge de Belgrade | 1 - 3    | 1 - 1     | 2 - 4             |
| 2025-2026 | Ligue Europa              | Barrages Q          | KRC Genk                 | -        | -         | -                 |

## Bilan
| Compétition              | P  | M   | V  | N  | D  | BP  | BC  | Diff. |
| ------------------------ | -- | --- | -- | -- | -- | --- | --- | ----- |
| Ligue des champions (C1) | 9  | 30  | 13 | 2  | 15 | 39  | 48  | -9    |
| Coupe des coupes (C2)    | 2  | 8   | 4  | 2  | 2  | 10  | 7   | +3    |
| Ligue Europa (C3)        | 14 | 80  | 33 | 17 | 30 | 116 | 94  | +22   |
| Ligue Conférence (C4)    | 2  | 22  | 12 | 6  | 4  | 43  | 23  | +20   |
| Coupe Intertoto          | 2  | 6   | 2  | 0  | 4  | 6   | 8   | -2    |
| Total                    | 30 | 146 | 64 | 28 | 55 | 214 | 180 | +34   |